# Eslite

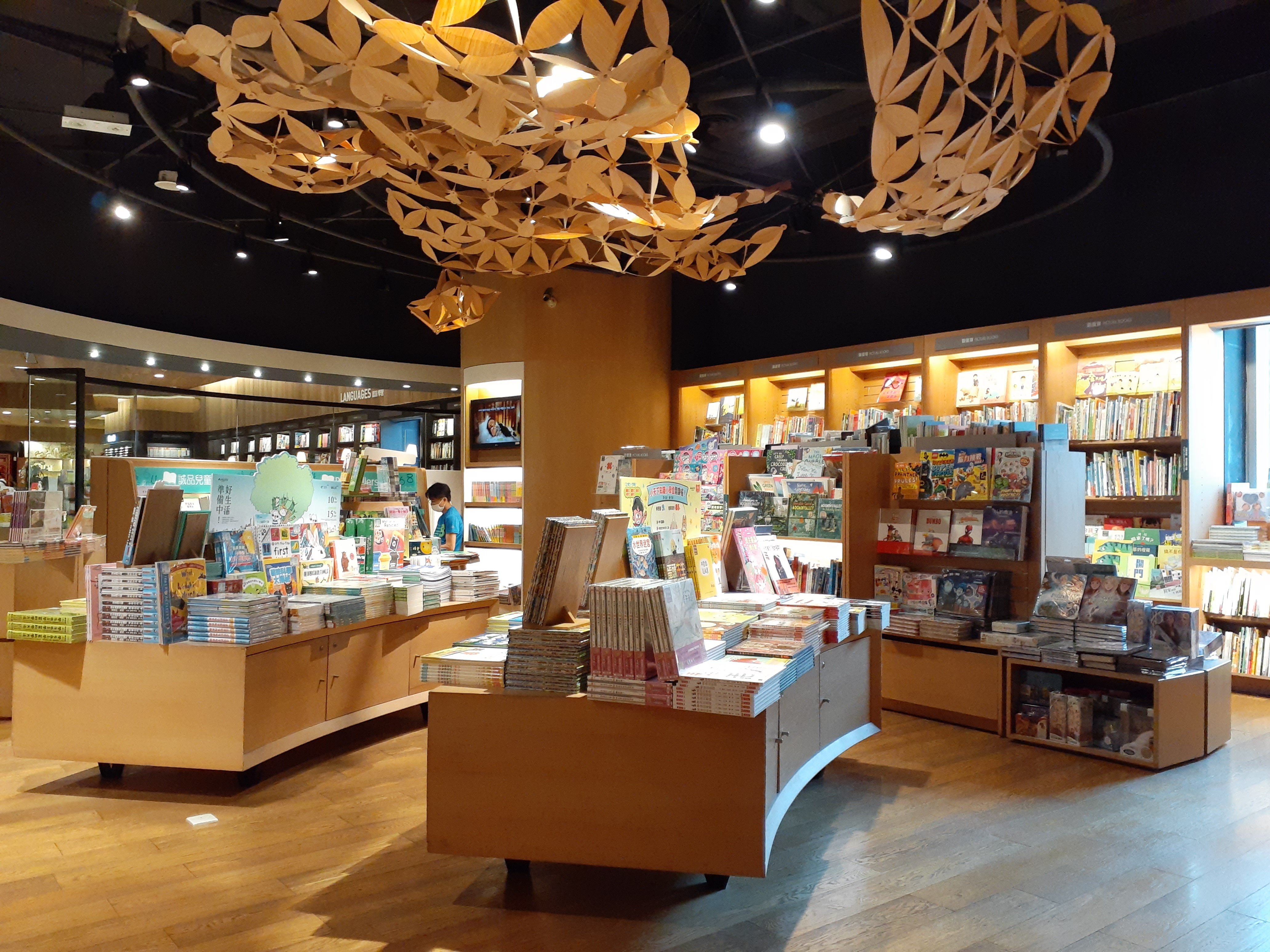
Blick in die Filiale im Hyson Place, Causeway Bay, Hongkong

Eslite (chinesisch 誠品書店) ist eine ursprünglich als Buchhandlung gegründete Handelskette aus Taiwan. Sie ist bekannt für eine große Auswahl englischsprachiger Bücher im Sortiment. In Taipeh betreibt sie die größte Buchhandlung Taiwans.

## Geschichte
Robert Ching-yu Wu (吳清友; 1950–2017) wuchs in Tainan auf und beendete sein Maschinenbau-Studium an der Technischen Nationaluniversität Taipeh 1972. Er arbeitete zunächst als Lehrer und in einem Unternehmen für Küchengeräte.
Im März 1989 eröffnete er die erste Eslite-Buchhandlung im Taipeher Bezirk Da’an. Wu legte von Anfang an einen Fokus auf Geisteswissenschaften und Kunst. Im Laufe der folgenden zehn Jahre wurden Filialen auf der gesamten Insel Taiwan eröffnet, unter anderem auch im National Museum of Natural Science in Taichung (eröffnet 1993) und dem Hauptbahnhof Taipeh (1998). Die Buchhandlungen sollten als Orte des Rückzugs und der Inspiration dienen und eine „Landschaft der Zivilisation mit lokalem Charakter und internationaler Perspektive“ sein.
In den ersten 15 Jahren fuhr Wu mit seinem Unternehmen Verluste in Höhe von 2 Mrd. Taiwan-Dollar ein, hielt aber an seinem Konzept fest, damit Buchläden als solche erhalten blieben. 1995 zog der erste Laden um und wurde 1999 in eine 24 Stunden durchgehend geöffnete Filiale umgewandelt. 2006 folgte der Flagship-Store in Xinyi. Dieser ist mit rund 8000 m² Verkaufsfläche der größte Buchladen Taiwans. Hier finden auch Ausstellungen und Konzerte statt.
2012 wurde die erste Filiale außerhalb Taiwans eröffnet. Diese befindet sich im Einkaufszentrum Hyson Place in Causeway Bay, Hongkong. 2015 folgte die erste Filiale in Festlandchina (Suzhou). Seit 2019 gibt es eine Filiale in Tokio und damit erstmals außerhalb des chinesischen Sprachraums.

## Sortiment
Im Sortiment findet sich ein für Taiwan einmaliges Angebot an englischsprachigen Büchern und Zeitschriften. Ergänzend nimmt der Anteil an Non-Book-Artikeln wie Musik, Dekorationsartikel, Geschirr, Wein und Bier, Sneaker und anderen Lifestyle-Produkten zu. Die Filialen haben teilweise auch Funktionen von Bibliotheken, das Lesen und Verweilen vor Ort ist explizit erwünscht.

## Filialen
Stand November 2020 existieren folgende Filialen:
| Taiwan   | Hsinchu, Hualien, Huwei, 4 × Kaohsiung, 5 × Neu-Taipeh (3 × Banqiao, Linkou, Yonghe), Pingtung, 3 × Taoyuan, 5 × Taichung, 2 × Tainan, 11 × Taipeh (2 × Da’an, Datong, 2 × Wanhua, 2 × Xinyi, 2 × Zhongshan, 2 × Zhongzheng), Yilan |
| Hongkong | Causeway Bay, Tsim Sha Tsui, Tai koo |
| China    | Suzhou, Shenzhen |
| Japan    | Tokio |